# Série des stades de la LNH 2014
Navigation
2015
La Série des stades de la LNH 2014 ou la Série des stades Coors Light 2014 de la LNH, dont le sponsor est la brasserie américaine Coors, est une série de matchs en plein air se déroulant lors de la saison régulière de la Ligue nationale de hockey (LNH). Cette série se distingue des Classiques telles que la Classique hivernale et la Classique Héritage. 
Les rencontres opposent les Kings de Los Angeles aux Ducks d'Anaheim au Dodger Stadium le 25 janvier 2014 ; au Yankee Stadium les Devils du New Jersey face aux Rangers de New York le 26 janvier et le 29 les Islanders de New York sont face aux Rangers. Le 1er mars 2014 les Penguins de Pittsburgh affrontent les Blackhawks de Chicago au Soldier Field.

## Match du 25 janvier

### Effectifs
| No | Joueur              | Position       |
| -- | ------------------- | -------------- |
| 1  | Jonas Hiller        | Gardien de but |
| 4  | Cam Fowler          | Défenseur      |
| 6  | Ben Lovejoy         | Défenseur      |
| 7  | Andrew Cogliano     | Centre         |
| 8  | Teemu Selänne       | Ailier droit   |
| 10 | Corey Perry         | Ailier droit   |
| 11 | Saku Koivu          | Centre         |
| 13 | Nick Bonino         | Centre         |
| 15 | Ryan Getzlaf        | Centre         |
| 17 | Dustin Penner       | Ailier gauche  |
| 18 | Tim Jackman         | Ailier droit   |
| 21 | Kyle Palmieri       | Ailier droit   |
| 23 | François Beauchemin | Défenseur      |
| 28 | Mark Fistric        | Défenseur      |
| 31 | Frederik Andersen   | Gardien de but |
| 34 | Daniel Winnik       | Ailier gauche  |
| 39 | Matt Beleskey       | Ailier gauche  |
| 47 | Hampus Lindholm     | Défenseur      |
| 55 | Bryan Allen         | Défenseur      |
| 62 | Patrick Maroon      | Ailier gauche  |

| No | Joueur             | Position       |
| -- | ------------------ | -------------- |
| 6  | Jake Muzzin        | Défenseur      |
| 8  | Drew Doughty       | Défenseur      |
| 10 | Mike Richards      | Centre         |
| 11 | Anže Kopitar       | Centre         |
| 13 | Kyle Clifford      | Ailier gauche  |
| 14 | Justin Williams    | Ailier droit   |
| 21 | Matt Frattin       | Ailier droit   |
| 22 | Trevor Lewis       | Centre         |
| 23 | Dustin Brown       | Ailier droit   |
| 24 | Colin Fraser       | Centre         |
| 26 | Viatcheslav Voïnov | Défenseur      |
| 27 | Alec Martinez      | Défenseur      |
| 28 | Jarret Stoll       | Centre         |
| 31 | Martin Jones       | Gardien de but |
| 32 | Jonathan Quick     | Gardien de but |
| 33 | Willie Mitchell    | Défenseur      |
| 44 | Robyn Regehr       | Défenseur      |
| 71 | Jordan Nolan       | Centre         |
| 74 | Dwight King        | Ailier gauche  |
| 77 | Jeff Carter        | Centre         |

### Feuille de match
| 25 janvier | Kings de Los Angeles | 0-3 (0-2, 0-0, 0-1) | Ducks d'Anaheim | Dodger Stadium 54 099 spectateurs |

| Feuille de match | Feuille de match | Feuille de match | Feuille de match                                                                                            | Feuille de match                                              |
| ---------------- | ---------------- | ---------------- | --- | ------------------------------------------------------------- |
|                  | -                | 0-1 0-2 0-3      | Perry (Getzlaf) — 2 min 45 s Beleskey (Bonino, Selänne) — 8 min 12 s Cogliano (Palmieri) — 58 min 31 s (CV) | Arbitrage : Brad Watson, Chris Lee Don Henderson, Shane Heyer |
| Jonathan Quick   | Gardiens         | Jonas Hiller     | | Arbitrage : Brad Watson, Chris Lee Don Henderson, Shane Heyer |
| 13 min           | Pénalités        | 15 min           | | Arbitrage : Brad Watson, Chris Lee Don Henderson, Shane Heyer |
| 36               | Tirs             | 21               | | Arbitrage : Brad Watson, Chris Lee Don Henderson, Shane Heyer |

## Match du 26 janvier

### Effectifs
| No | Joueur           | Position       |
| -- | ---------------- | -------------- |
| 5  | Daniel Girardi   | Défenseur      |
| 6  | Anton Strålman   | Défenseur      |
| 8  | Kevin Klein      | Défenseur      |
| 13 | Daniel Carcillo  | Ailier gauche  |
| 16 | Derick Brassard  | Centre         |
| 17 | John Moore       | Défenseur      |
| 18 | Marc Staal       | Défenseur      |
| 19 | Brad Richards    | Centre         |
| 20 | Chris Kreider    | Ailier gauche  |
| 21 | Derek Stepan     | Centre         |
| 22 | Brian Boyle      | Centre         |
| 24 | Ryan Callahan    | Ailier droit   |
| 27 | Ryan McDonagh    | Défenseur      |
| 28 | Dominic Moore    | Centre         |
| 30 | Henrik Lundqvist | Gardien de but |
| 33 | Cam Talbot       | Gardien de but |
| 36 | Mats Zuccarello  | Centre         |
| 61 | Rick Nash        | Ailier gauche  |
| 62 | Carl Hagelin     | Ailier gauche  |
| 67 | Benoît Pouliot   | Ailier gauche  |

| No | Joueur            | Position       |
| -- | ----------------- | -------------- |
| 2  | Marek Židlický    | Défenseur      |
| 6  | Andy Greene       | Défenseur      |
| 7  | Mark Fayne        | Défenseur      |
| 8  | Dainius Zubrus    | Centre         |
| 11 | Stephen Gionta    | Ailier droit   |
| 12 | Damien Brunner    | Centre         |
| 14 | Adam Henrique     | Centre         |
| 16 | Jacob Josefson    | Centre         |
| 17 | Michael Ryder     | Ailier droit   |
| 18 | Steve Bernier     | Ailier droit   |
| 19 | Travis Zajac      | Centre         |
| 20 | Ryan Carter       | Centre         |
| 22 | Éric Gélinas      | Défenseur      |
| 24 | Bryce Salvador    | Défenseur      |
| 26 | Patrik Eliáš      | Ailier gauche  |
| 28 | Anton Voltchenkov | Défenseur      |
| 29 | Ryane Clowe       | Ailier gauche  |
| 30 | Martin Brodeur    | Gardien de but |
| 35 | Cory Schneider    | Gardien de but |
| 68 | Jaromír Jágr      | Ailier droit   |

### Feuille de match
| 26 janvier | Devils du New Jersey | 3-7 (3-2, 0-4, 0-1) | Rangers de New York | Yankee Stadium 50 105 spectateurs |

| Feuille de match              | Feuille de match                                                                                     | Feuille de match                        | Feuille de match | Feuille de match                                                    |
| ----------------------------- | --- | --------------------------------------- | --- | ------------------------------------------------------------------- |
|                               | Eliáš (Clowe) — 5 min 36 s - Eliáš (Jágr, Židlický) — 11 min (SN) Zajac (Jágr, Fayne) — 16 min 7 s - | 1-0 1-1 2-1 3-1 3-2 3-3 3-4 3-5 3-6 3-7 | - Moore (Strålman, Boyle) — 9 min 7 s - Staal (Moore) — 16 min 59 s Zuccarello (Moore, Brassard) — 22 min 48 s Zuccarello (Brassard, Pouliot) — 32 min 44 s Hagelin (Callahan, Strålman) — 33 min 53 s Nash (Stepan, Staal) — 39 min 31 s Stepan — 50 min 6 s (TP) | Arbitrage : Paul Devorski, Wes McCauley Tony Sericolo, Steve Miller |
| Martin Brodeur Cory Schneider | Gardiens                                                                                             | Henrik Lundqvist                        | | Arbitrage : Paul Devorski, Wes McCauley Tony Sericolo, Steve Miller |
| 6 min                         | Pénalités                                                                                            | 4 min                                   | | Arbitrage : Paul Devorski, Wes McCauley Tony Sericolo, Steve Miller |
| 22                            | Tirs                                                                                                 | 26                                      | | Arbitrage : Paul Devorski, Wes McCauley Tony Sericolo, Steve Miller |

## Match du 29 janvier

### Effectifs
| No | Joueur           | Position       |
| -- | ---------------- | -------------- |
| 5  | Daniel Girardi   | Défenseur      |
| 6  | Anton Strålman   | Défenseur      |
| 8  | Kevin Klein      | Défenseur      |
| 13 | Daniel Carcillo  | Ailier gauche  |
| 16 | Derick Brassard  | Centre         |
| 17 | John Moore       | Défenseur      |
| 18 | Marc Staal       | Défenseur      |
| 19 | Brad Richards    | Centre         |
| 20 | Chris Kreider    | Ailier gauche  |
| 21 | Derek Stepan     | Centre         |
| 22 | Brian Boyle      | Centre         |
| 24 | Ryan Callahan    | Ailier droit   |
| 27 | Ryan McDonagh    | Défenseur      |
| 28 | Dominic Moore    | Centre         |
| 30 | Henrik Lundqvist | Gardien de but |
| 33 | Cam Talbot       | Gardien de but |
| 36 | Mats Zuccarello  | Centre         |
| 61 | Rick Nash        | Ailier gauche  |
| 62 | Carl Hagelin     | Ailier gauche  |
| 67 | Benoît Pouliot   | Ailier gauche  |

| No | Joueur            | Position       |
| -- | ----------------- | -------------- |
| 11 | Ľubomír Višňovský | Défenseur      |
| 12 | Josh Bailey       | Centre         |
| 13 | Colin McDonald    | Ailier droit   |
| 14 | Thomas Hickey     | Défenseur      |
| 15 | Cal Clutterbuck   | Ailier droit   |
| 16 | Peter Regin       | Centre         |
| 17 | Matt Martin       | Ailier gauche  |
| 20 | Ievgueni Nabokov  | Gardien de but |
| 21 | Kyle Okposo       | Ailier droit   |
| 26 | Thomas Vanek      | Ailier gauche  |
| 29 | Brock Nelson      | Centre         |
| 37 | Brian Strait      | Défenseur      |
| 40 | Michael Grabner   | Ailier droit   |
| 44 | Calvin de Haan    | Défenseur      |
| 46 | Matt Donovan      | Défenseur      |
| 47 | Andrew MacDonald  | Défenseur      |
| 51 | Frans Nielsen     | Centre         |
| 53 | Casey Cizikas     | Centre         |
| 60 | Kevin Poulin      | Gardien de but |
| 91 | John Tavares      | Centre         |

### Feuille de match
| 29 janvier | Islanders de New York | 1-2 (0-0, 1-1, 0-1) | Rangers de New York | Yankee Stadium 50 027 spectateurs |

| Feuille de match | Feuille de match                              | Feuille de match | Feuille de match                                                                     | Feuille de match                                                   |
| ---------------- | --------------------------------------------- | ---------------- | ------------------------------------------------------------------------------------ | ------------------------------------------------------------------ |
|                  | Nelson (Donovan, Clutterbuck) — 38 min 33 s - | 1-0 1-1 1-2      | - Pouliot (Brassard, Zuccarello) — 39 min 13 s Carcillo (Moore, Boyle) — 44 min 36 s | Arbitrage : Eric Furlatt, Dan O'Rourke Jonny Murray, Ryan Galloway |
| Ievgueni Nabokov | Gardiens                                      | Henrik Lundqvist |                                                                                      | Arbitrage : Eric Furlatt, Dan O'Rourke Jonny Murray, Ryan Galloway |
| 4 min            | Pénalités                                     | 10 min           |                                                                                      | Arbitrage : Eric Furlatt, Dan O'Rourke Jonny Murray, Ryan Galloway |
| 31               | Tirs                                          | 34               |                                                                                      | Arbitrage : Eric Furlatt, Dan O'Rourke Jonny Murray, Ryan Galloway |

## Match du1ermars

### Effectifs
| No | Joueur            | Position       |
| -- | ----------------- | -------------- |
| 2  | Matt Niskanen     | Défenseur      |
| 3  | Olli Määttä       | Défenseur      |
| 4  | Rob Scuderi       | Défenseur      |
| 5  | Deryk Engelland   | Défenseur      |
| 14 | Chris Kunitz      | Ailier gauche  |
| 15 | Tanner Glass      | Ailier gauche  |
| 16 | Brandon Sutter    | Centre         |
| 17 | Taylor Pyatt      | Ailier gauche  |
| 18 | James Neal        | Ailier gauche  |
| 27 | Craig Adams       | Ailier droit   |
| 29 | Marc-André Fleury | Gardien de but |
| 36 | Jussi Jokinen     | Ailier gauche  |
| 37 | Jeff Zatkoff      | Gardien de but |
| 41 | Robert Bortuzzo   | Défenseur      |
| 44 | Brooks Orpik      | Défenseur      |
| 46 | Joe Vitale        | Centre         |
| 47 | Simon Després     | Défenseur      |
| 49 | Brian Gibbons     | Ailier droit   |
| 71 | Ievgueni Malkine  | Centre         |
| 87 | Sidney Crosby     | Centre         |

| No | Joueur             | Position       |
| -- | ------------------ | -------------- |
| 2  | Duncan Keith       | Défenseur      |
| 4  | Niklas Hjalmarsson | Défenseur      |
| 7  | Brent Seabrook     | Défenesur      |
| 8  | Nick Leddy         | Défenseur      |
| 10 | Patrick Sharp      | Ailier gauche  |
| 16 | Marcus Krüger      | Centre         |
| 19 | Jonathan Toews     | Centre         |
| 20 | Brandon Saad       | Ailier gauche  |
| 23 | Kris Versteeg      | Ailier droit   |
| 26 | Michal Handzuš     | Centre         |
| 27 | Johnny Oduya       | Défenseur      |
| 28 | Ben Smith          | Ailier droit   |
| 29 | Bryan Bickell      | Ailier gauche  |
| 31 | Antti Raanta       | Gardien de but |
| 32 | Michal Rozsíval    | Défenseur      |
| 50 | Corey Crawford     | Gardien de but |
| 52 | Brandon Bollig     | Ailier gauche  |
| 65 | Andrew Shaw        | Centre         |
| 81 | Marian Hossa       | Ailier droit   |
| 88 | Patrick Kane       | Ailier droit   |

### Feuille de match
| 1er mars | Blackhawks de Chicago | 5-1 (1-0, 2-0, 2-1) | Penguins de Pittsburgh | Soldier Field 62 921 spectateurs |

| Feuille de match | Feuille de match | Feuille de match        | Feuille de match       | Feuille de match                                                    |
| ---------------- | --- | ----------------------- | ---------------------- | ------------------------------------------------------------------- |
|                  | Sharp (Toews, Leddy) — 15 min 35 s Toews — 30 min 48 s Versteeg (Kane, Handzuš) — 36 min 43 s - Bickell (Saad, Rozsíval) — 53 min 57 s Toews (Sharp) — 57 min 52 s | 1-0 2-0 3-0 3-1 4-1 5-1 | - Neal — 46 min 21 s - | Arbitrage : Marc Joannette, Chris Rooney Derek Nansen, Jay Sharrers |
| Corey Crawford   | Gardiens | Marc-André Fleury       |                        | Arbitrage : Marc Joannette, Chris Rooney Derek Nansen, Jay Sharrers |
| 12 min           | Pénalités | 8 min                   |                        | Arbitrage : Marc Joannette, Chris Rooney Derek Nansen, Jay Sharrers |
| 40               | Tirs | 32                      |                        | Arbitrage : Marc Joannette, Chris Rooney Derek Nansen, Jay Sharrers |